# Sasso Ritto
Der Sasso Ritto (Poggio del Sasso Ritto) ist ein auf 363 m s.l.m. gelegener Aussichtspunkt am südlichen Ende der zentralen Hügelkette der Insel Giglio. Er ist durch einen Wanderweg mit dem Ort Giglio Castello verbunden und wird durch eine zweieinhalb Meter hohe Steinpyramide markiert.

## Weblink
- Foto (Aufnahme von 2011): Blick vom Sasso Ritto mit Steinpyramide im Vordergrund (Memento vom 23. Oktober 2016 im Internet Archive; ursprünglich auf Panoramio veröffentlicht)

Koordinaten: 42° 20′ 9,6″ N, 10° 55′ 12″ O